# Tautiška Giesmė
Tautiška Giesmė es el nombre del himno nacional de Lituania. Fue compuesto en 1898 por Vincas Kudirka y fue adoptado oficialmente en 1919.
Este himno estuvo prohibido de 1950 hasta 1988 cuando Lituania formaba parte de la Unión Soviética. En 1988 fue readoptado como parte de la Declaración de Independencia de Lituania.

## Letra

### Himno en lituano
Lietuva, Tėvyne mūsų,
Tu didvyrių žeme,
Iš praeities Tavo sūnūs
Te stiprybę semia.
Tegul Tavo vaikai eina
Vien takais dorybės,
Tegul dirba Tavo naudai
Ir žmonių gėrybei.
Tegul saulė Lietuvoj
Tamsumas prašalina,
Ir šviesa, ir tiesa
Mūs žingsnius telydi.
Tegul meilė Lietuvos
Dega mūsų širdyse,
Vardan tos Lietuvos
Vienybė težydi!

### Traducción al español
Lituania, Patria nuestra,
tierra de héroes.
¡Que tus hijos desde el pasado
extraigan fortaleza!
¡Que tus hijos siempre sigan
senderos de virtud!
¡Que laboren en pro tuyo
y de la Humanidad!
Que el sol de Lituania
disipe las tinieblas.
¡Y la luz y la verdad
guíen nuestros pasos!
Que el amor por Lituania
viva en nuestro corazón.
¡En nombre de Lituania,
que florezca la unidad!